# Народна ношња Словака у Војводини
Развој народне ношње у Војводини повезан је са развојем културе народа и националних мањина које живе на овој територији. С обзиром на исте географске, климатске, социо-економске и политичко-историјске услове у којима се развијала народна ношња, неке од карактеристика су заједничке већини становништва Војводине. Народна ношња у Војводини води порекло од потпуно различитих култура, па тако имамо народну ношњу словенског, мађарског, романског и германског порекла. Приликом насељавања ових крајева Словаци су са собом донели и део духовне и материјалне културе. Покушали су да се прилагоде начину живота у новој средини уз очување језика, обичаја и народне ношње, што је значило очување њиховог идентитета у мултинационалном и мултиконфесионалном окружењу.
Словаци у Војводини до данас су сачували традиционалну народну ношњу у већински словачким, али и мешовитим срединама. У местима где су живели са мађарским етницитетом били су подвргнути мађаризацији, посебно Словаци католичке вероисповести. Народна ношња се временом мењала под различитим утицајима, али је задржала архаичну форму, која постоји већ више од 200 година. Чињеница да су се Словаци на Доњу земљу (тј. Војводину) доселили из различитих крајева Словачке, доносећи са собом локалну ношњу, али и утицај нове средине, допринели су формирању јединственог типа словачке народне ношње.

## Варијанте
Словачка народна ношња, иако јединствена, има и своје варијанте, које су приметне не само између Бачке, Баната и Срема, већ и у оквиру тих области, па чак и у појединим селима. Ове разлике огледају се у појединим елементима кроја, изгледу силуете, украсима, називима делова ношње и материјала од којих је ношња направљена.

### Бачка
Словачка народна ношња у Бачкој има своје подваријанте, а то је ношња из Пивница, Селенче и Бачког Петровца, где спада и ношња Словака из Кисача, Кулпина и Гложана. Такође, разлике у ношњи постоје и у самим местима, нпр. у Селенчи, где се разликује ношња католичких и евангеличких Словака.

### Срем
Карактеристична ношња Словака у Срему је старопазовачка ношња, која је у великој мери задржала архаичне форме, које су у другим местима давно замењене савременим формама ношње.

### Банат
У Банату као подваријанту словачке ношње треба споменути ковачичку ношњу, где спада и ношња Словака из Падине, Јаношика, Хајдучице и Војловице (где је видљив мађарски утицај). Словачка ношња из Арадца је специфична по томе што се развила под немачким и српским утицајем.

## Типови
Код словачке народне ношње разликујемо старији тип, који је коришћен до краја Првог светског рата, тачније двадесетих година 20. века, новији тип, који се носио до краја Другог светског рата, и најновији тип који садржи архаичне елементе као и елементе грађанског одела.

### Женска ношња
Заједничко за све типове словачке женске народне ношње су основни делови ношње -  доња сукња (rubáč), оплећак (opľecko), широка сукња (široká sukňa), кецеља (keteňa, šata) , прслук (prusľak) и марама (ručňík), чији крој, начин украшавања и материјал одређују којем типу ношње припадају. 
Старији тип народне ношње одликује мањи броја сукњи (2-3), дужине до глежања, састављених од неколико делова, благо набраних, мање украшених. Доњи део сукње је раван без карнера. На сукњи се са предње стране носила кесеља (zásťera). На горњем делу тела носио се оплећак (opľecko или rukávce) од конопље или памука, са широким рукавима. Преко оплећка је ношена свилена марама ručňík na hrlo или прслук prusľak.
Новији тип народне ношње карактерише већи број сукњи (7-8), шивених од куповних тканина, свиле, памука, сомота и других тканина. Како се доња сукња повећала, тако се повећао и обим сукње. На доњем делу сукње ушивен је широки карнер fodra, који има двоструко више делова од сукње, а на њему је ушивен и извезен велики број различитих украса. На сукњи се са предње стране носила keteňa. На горњем делу тела носио се оплећак од фабричког платна, у Бачкој са широким рукавима, док су у Банату и Срему рукави били уски. Код новијег типа ношње prusľak се носио само у Банату, а марама се носила као обавезни део свечане и радне одеће.
Код најновијег типа женске ношње типична је употреба елемената грађанског одела. Сукње су краће, до колена, и широке, keteňa је богато украшена, а поред тога носе се и куповне чарапе (најлон чарапе), фабрички произведене ципеле и сандале са штиклом. Изузетак су млађе генерације у Старој Пазови, које се верно придржавају традиционалне ношње и не комбинују је са савременим одевним предметима.

### Мушка ношња
У мушкој ношњи није било толико разлика између области и насеља. 
Старији тип мушке ношње састојао се од кошуље (košeľa) и широких гаћа (gaťi), прслука (pruclek), капутића (ľeveša) и капута (kabát), а у зимско доба од штофаних панталона (nohavíce), пелерине (haľeni), бунде (bundi) и других одевних предмета од крзна. Значајно је истаћи да су кошуља и гаће у прошлости били основна мушка одећа, како лети тако и зими, не само код Словака, већ и код других етничких група у Војводини.
О новијој мушкој ношњи тешко је говорити, јер је замењена одећом модерног кроја, коју носе и млађе и старије генерације. Код новије ношње, у употреби од тридесетих година 20. века, млађе генерације носиле су карактеристичне словачке везене кошуље, са везом на грудима и оковратницима. Позната је везена кошуља Jánošíkova košeľa, која је подједнако заступљена код Словака у Бачкој, Банату и Срему. Ова врста кошуље преузета је из Словачке.

Од тридесетих година прошлог века мушка ношња губи традиционалне карактеристике, и све више се носи грађанско одело или конфекцијска одећа. Међутим, традиционална женска ношња сачувана је у средњим и старијим генерацијама. Младе генерације облаче се у ношњу само за време празника, понекад на свадбама и фолклорним манифестацијама.

### Дечија ношња
Традиционална дечија ношња била је подједнако заступљена код свих Словака у Војводини, тако да није било толико видљивих регионалних разлика у облачењу мале деце. Деца до 3-4 године старости оба пола носила су дуге хаљине: sukňa, sukňička, košijeľka, kabaňa, које су биле израђене од конопље, памука или куповног платна. Ове хаљине деца би носила све до поласка у школу, када су добијала одећу сличну одећи за одрасле. Ношња старије деце имала је све одлике ношње за одрасле, али је знатно брже изашла из употребе.

## Материјали
Основна сировина за производњу одеће Словака и осталих становника Војводине била је конопља, ређе ланена влакна. Поред биљних влакана за производњу зимске одеће коришћена је вуна, јагњеће и овчије крзно, свињска и говеђа кожа, а дрво се често користило за израду обуће. Поред ових сировина, касније су почели користити и памук, који су куповали или производили платно код куће. Најважније место код Словака заузимала је конопља, коју су у великим количинама узгајали и обрађивали до Другог светског рата, али и касније, за производњу свакодневне и свечане одеће, као и за производњу разних предмета од текстила за домаћинство.
Одећу су шили за себе и укућане, док су горње делове мушке ношње, који су били сложенији, шили сеоске кројачи. Словаци су веома мало обрађивали вуну. Обично су од вуне плели чарапе, док су готове производе од вуне куповали од сеоских мајстора. Карактеристично за миграције Словака када би се селили у нове крајеве јесте то да би увек водили стоку са собом, али нису производили производе од вуне, већ су били вешти у обради коже и крзна. Крзнену одећу производиле су словачке занатлије, на чијим производима је очигледан утицај различитих култура Војводине, иако су сачували древне словачке елементе у кроју, као и у орнаментима и мотивима. 
Општи развој друштва, увећање имовине, развој заната, индустрије и трговине са европским и светским државама омогућили су куповину бољих и скупљих материјала. Временом се променила и одећа, када је за њену производњу почела да се користи куповна тканина, променио се и крој, уводе се нови елементи и нови називи одеће. Народна ношња као део живота и културе Словака, колонизованих у Војводини пре више од два века, највидљивији је симбол националног идентитета, који је до данас сачуван.

## Галерија
- Свечана марама за главу од свиле. Носиле су је жене преко капе до половине 20. века.
- Свечана марама за главу од свиле. Носиле су је жене преко капе до половине 20. века. (Гложан)
- Кецеља (keteňa). Део свечане женске ношње војвођанских Словака новијег типа. Носила се до 70-тих година 20. века.(Кулпин)
- Детаљ мушке мараме (ručňíčok). Девојка би је поклонила момку, који ју је носио у свечаним приликама везану око врата или за појасом. Користиле су се до половине 20. века. (Селенча)
- Мушка кошуља. Носила се у свечаним приликама у првој половини 20. века.
- Словачке чакшире (nohavice). Ношене су у свечаним приликама са дебелим вуненим чарапама, папучама или чизмама, до Првог светског рата.
- Словачки опанци (bačkori). Део свакодневне и свечане одеће. Често и једини комад обуће. Старији људи су их носили до 70-тих год. 20. века.
- Капутић од плиша, који су носили млађи момци у првој половини 20. века (Бачка)
- Мушка кошуља (predkavá). Носила се у свечаним приликама до половине 20. века.
- Женска, свечана, марама за огртање од свиле. Носиле су је жене свих узраста до половине 20. века. Бачки Петровац (1897).
- Сукња, део свечане женске ношње војвођанских Словака. Носила се до половине 20. века.
- Женски капутић од плиша љевеш (ľeveš). Ношен је у свечаним приликама до прве половине 20. века. (Бачка)